# Битке код Саратоге
Битке код Саратоге (вођене 19. септембра и 7. октобра 1777) су одлучиле судбину војске британског генерала Џона Бергојна у Америчком рату за независност и углавном се сматрају прекретницом рата. Ове две битке су вођене на истом месту, 14 km јужно од Саратоге.
Бергојнов поход да одсече Нову Енглеску од јужних колонија је добро почео, али је успорен због логистичких проблема. Бергојн је извојевао малу тактичку победу над генералом Хорејшиом Гејтсом и Континенталном армијом у бици код Фриманове фарме 19. септембра уз значајне губитке. Његови добици су поништени када су га Американци поново напали 7. октобра у бици код Бемисових висова и заузели део британског система одбране. Бергојн је стога био приморан да се повуче, а његову војску је опколила много већа америчка војска код Саратоге, приморавши га на предају 17. октобра. Вести о Бергојновој предају су биле разлог да Француска званично ступи у рат као савезник Американаца, мада је претходно давала залихе, муницију и топове, међу којима и де Ваљерове топове, који су играли важну улогу у бици. Званично учешће Француске је претворило овај рат у светски рат. Ова битка је такође за последицу имала и шпански допринос рату на страни САД.
Прва битка 19. септембра је почела када је Бергојн послао део своје војске у покушају да заобиђе утврђене америчке положаје на Бемисовим врховима. Бенедикт Арнолд, који је очекивао овај маневар, је поставио значајне снаге на Бергојновом путу. Иако је Бергојн успео да заузме Фриманову фарму, ова победа је дошла по цени значајних жртава. Чарке су настављене у данима након битке, док се Бергојн надао да ће стићи појачање из Њујорка. У међувремену, америчке милиције су наставиле да пристижу на поприште битке чиме су значајно увећали америчку војску. Размирице у америчком логору су натерале Гејтса да разреши Арнолда команде.
Истовремено са првом битком, америчке снаге су такође напале британске положаје у области Форт Тајкондероге и бомбардовали су тврђаву неколико дана пре повлачења. Британски генерал, сер Хенри Клинтон је заузео америчке тврђаве у брдима око реке Хадсон у покушају да одврати пажњу Американцима од Бергојна, али њу његови напори стигли прекасно да помогну Бергојну. Бергојн је поново напао Бемисове висове 7. октобра, после чега је постало очигледно да неће на време добити појачање које ће га извући. У жестокој борби, коју је обележило Арнолдово надахнуто окупљање америчких војника (што је било отворено кршење наредбе да се уклони са бојишта), Бергојнове снаге су одбачене на положаје коју су држали пре битке од 19. септембра, а Американци су освојили део утврђених британских положаја.